# Лока при Менгшу
Лока при Менгшу (словен. Loka pri Mengšu) је насељено место у општини Менгеш, Средњесловенска регија, Словенија.

## Историја
До територијалне реорганизације у Словенији била је у саставу старе општине Домжале.

## Становништво
У попису становништва из 2011. године, Лока при Менгшу је имала 844 становника.
| Број становника према пописима | Број становника према пописима | Број становника према пописима |
| ------------------------------ | ------------------------------ | ------------------------------ |
| 1991                           | 2002                           | 2011                           |
| 796                            | 795                            | 844                            |

Напомена: Године 2008. умањено за део насеља који је припојен насељу Трзин (Трзин).

## Галерија
- дворац "Јабље"
- сеоске куће